# 済州島四・三事件
済州島四・三事件（チェジュドよんさんじけん）は、1948年4月3日に在朝鮮アメリカ陸軍司令部軍政庁支配下にある南朝鮮李承晩政権下の済州島で起こった島民の蜂起に伴い、南朝鮮国防警備隊、韓国軍、韓国警察など朝鮮半島の李承晩支持派が1954年9月21日までの期間に引き起こした一連の島民虐殺事件を指す。
李承晩の統治下で1948年8月15日に韓国が独立すると、暴動に対する暴力的な鎮圧が激化した。南朝鮮当局側は事件に南朝鮮労働党が関与しているとして、政府軍・警察及びその支援を受けた反共団体による大弾圧をおこない、武装蜂起した多くの民間人が死亡した。
犠牲者は少なくとも約1万4200人、推定では合計2万5000人から3万人が死亡したとされ、一部の情報源は8万人もの死者を出したとしている。また、済州島の村々の70%（山の麓の村々に限れば95%とも）が焼き尽くされたという。一説には、その後の弾圧も合わせ、済州島の島民の5人に1人にあたる6万人が殺害されたともいう。
また、恐怖から住民の日本方面など島外への脱出が続き、島の人口は日本からの独立時点（1945年）の約28万から一時は3万人弱にまで激減した。済州島虐殺事件とも呼ばれる。

## 背景
1945年9月2日に日本が連合国に降伏すると、朝鮮半島はアメリカ軍とソ連軍によって北緯38度線で南北分割占領され、軍政が敷かれた。この占領統治の間に、南部には親米の李承晩政権、北部には抗日パルチザンを称する金日成の北朝鮮労働党政権が、それぞれ米ソの力を背景に基盤を固めつつあった。1945年9月10日、朝鮮建国準備委員会支部が済州島にも創設され、まもなく、済州島人民委員会と改められた。
1947年3月1日、済州市内で南北統一された自主独立国家の樹立を訴えるデモを行っていた島民に対して警察が発砲し、島民6名が殺害される事件が起きた。この事件を機に3月10日、抗議の全島ゼネストが決行された。これを契機として、在朝鮮アメリカ陸軍司令部軍政庁は警察官や北部・平安道から逃げてきた若者を組織した右翼青年団体「西北青年会」を済州島に送り込み、白色テロが行われるようになった。
特に上述の西北青年会は反共を掲げて島民への弾圧を重ね、警察組織を背景に島民の反乱組織の壊滅を図った。島民の不満を背景に力を増していた南朝鮮労働党は、1948年4月3日、島民を中心とした武装蜂起を起こした。

## 済州島民蜂起と李承晩政権派による弾圧
1948年に入ると、南朝鮮当局が南側単独選挙を行うことを決断し、島内では選挙を前に激しい左右両派の対立がはじまった。左派弾圧のために島外から送り込まれた団体の中には、応援の島外の警察官の他、反共青年団体の他、ヤクザ組織や米軍の反共路線により息を吹き返した旧日本軍協力者からなる団体もあったという。彼らは、少しでも怪しいと思った島民を容赦なく連行・投獄・拷問した。3月に入ると、警察に連行された中学生が3人立て続けに死亡する事件が起こり不穏な雰囲気となった。
その中で、単独選挙に反対する左派島民の武装蜂起が4月3日に起こった。警察および右派から12名、武装蜂起側からは2名の死者が出た。それまでの1年間で2500人が拘束されたという。武装蜂起では、一説には、左派系指導者に指揮されていたものの、右翼青年団の暴行･強姦等に耐えかねて参加した一般民衆や、逆に何も知らされないまま呼び出されて参加する形になった者もいたと言われる。
済州島民の蜂起に対して、韓国本土から鎮圧軍として陸軍が派遣されるにあたり、政府の方針に反抗した部隊による反乱が生じ（麗水・順天事件）、韓国本土でも戦闘が行われた。この混乱により済州島の住民を中心に、戦闘から逃れて日本へ渡る者が多数生じ、現在の在日韓国・朝鮮人の先祖にもこういった者が多く含まれるとされる。済州島では米軍政側は警備隊（朝鮮警備隊。韓国軍の前身）を投入し、蜂起したものは弾圧されたが、人民遊撃隊の残存勢力は山間部に逃げ込み、そこからゲリラ戦で対抗するようになったため、治安部隊は潜伏している遊撃隊員と彼らに同調する島民の処刑・粛清を行った。これは、8月15日の大韓民国成立後も韓国軍（この時に正式発足した）によって継続して行われた。韓国軍は、島民の住む村を襲うと若者達を連れ出して殺害するとともに、少女達を連れ出しては、2週間に渡って輪姦、虐待を繰り返した後に惨殺したと言われている。
1948年9月に金日成は朝鮮統一国家を標榜する朝鮮民主主義人民共和国の成立を宣言した。李承晩は武装隊の指導部が北朝鮮を支持している点などから、済州島の山に篭もる武装隊に対し鎮圧を再び決意、1948年10月に「海岸線より5キロ以上の地域に出入りする人々を暴徒と見なし、無条件射殺する」という布告を発し、さらに同年11月には済州島全土に戒厳令を敷いた上で、パルチザンと住民を切り離すため、中山間（山の麓）の村々を焼き払う「焦土化作戦」を展開した。約130の村々が焼き払われたとされる。結果、沿岸部には難民が6万人あふれたともいう。反共団体らは警察･軍の後押しで討伐隊を組織、山間部には単に難を避けるため逃げ込んだ者も多かったのだが、そういった者も殺害の対象とし、さらには、その家族を難民や住民の中から捜し出して殺害する、あるいは、難民や住民の戸籍等を調べ、その一家が全て揃っていなければ、居ない者は共産主義者で山に逃げ込んだのだろうと、その一家を虐殺するといったことまで行った。一方、パルチザン側の報復も激しく、後には疎開地域の住民も討伐隊陣営側とみて無差別攻撃を行ったとされる。
1949年5月に再選挙が成立し、6月には武装蜂起隊総責任者の李徳九が射殺され、蜂起していた武装隊の組織的抵抗はほぼ終了したものの、虐殺は終わらなかった。1949年12月24日には、朝鮮半島南側で韓国軍は住民虐殺事件（聞慶虐殺事件）を引き起こし、共産主義者による犯行であるとの情報操作を行った。なお、この虐殺を行った韓国軍連隊長らは、かつて日本統治期に志願兵として満洲で勤務していた経験があり、そういったこともあって、北支等で旧日本軍の下で共産兵の討伐処刑等にかかわっていた旧日本軍元志願兵の士官などが、共産主義者というだけで殺してもよいと思っていたのではないかという見方もある。
1950年に朝鮮戦争が起こると「朝鮮労働党党員狩り」は熾烈さを極めた。その動向を警戒するあまり一般島民も次々に虐殺された。1954年9月21日の漢拏山禁足地域の全面開放宣布までに2万5千～3万人超、完全に鎮圧された1957年までには5万～8万人の島民が殺害されたとも推測される。（死者数の違いは、期間の取り方の違いだけではなく、推定のしかたの違いによる点も大きいようである。2万5千～3万人超は、個々の被害者の積上げに把握されていない被害推計を加算したものであるが、5万～8万人は島民人口の減少数から自然減や島外脱出による減少を捨象したものと見られる。なお、戦前から済州島のフィールドワークを行っていた文化人類学者の泉靖一は、日韓国交回復の1965年に島を再訪しているが、島の人口の1/4となる約7万人が殺され、山村地帯では村はいったん全て焼かれ、村も住民も入れ替わっていたと述べている。）
また、島外から来た反共団体員らには島に住み着き、島民を脅してそこの娘と結婚する者もいた。女性らは家族を救うために泣く泣く結婚せざるを得なかったという。また、朝鮮戦争中の1950年保導連盟事件が起きると本土と同様に刑務所で1200人が殺害された。
これらの事件で海上に投棄された遺骸は対馬に漂着したものもあり、対馬の寺院には日本人によって引き上げられた159体の遺体が安置されている。
1960年李承晩政権が倒れると見直しの動きも一時起こったが、その後クーデタによる軍事政権ができると反共が国是となり此の動きは後退、1980年代以降の民主化の動きの中で単なる左派の武装蜂起とすることに見直しの声が高まり、2000年１月の金大中政権時代に、ようやく「済州4･3事件真相糾明および犠牲者名誉回復に関する特別法」が制定され、この法にもとづいて、済州島4･3事件の真相究明が政府事業として行われることになった。この法律により公式に設けられた「済州4･3事件真相糾明および犠牲者名誉回復委員会」では1954年9月21日の犠牲者までを対象とし、認定された犠牲者数だけで1万4千人、同委員会は把握しきれていない数まで含めると2万5千人~３万人になるとした。大阪公立大学の伊地知紀子教授によれば、数の差は、村ごと焼き払われ一家全て亡くなった人や反共暴動とされたこの事件の被害者・遺族を明かすことを避ける人も多いためとする。
43事件を初めて発表した在日韓国人作家の金石範は2015年4月1日に第1回済州四・三平和賞を受賞したが、受賞に際しては韓国右翼団体の妨害もあった。

## 在日韓国人との関係
済州島は歴史的に権力闘争に敗れた両班の流刑地・左遷地だったことなどから朝鮮半島から差別され、また貧しかった。済州島民は当時の日本政府の防止策をかいくぐって日本へ密航し、定住する人々が人口比で他の朝鮮半島の地域よりも特に多かった。韓国併合後、日本統治時代の初期に同じく日本政府の禁止を破って朝鮮から日本に渡った20万人ほどの大半は済州島出身であったという。

### 弾圧逃避による日本への密入国多発
日本から独立した後、在日朝鮮人(在日韓国人)の3分の2程は帰国した。しかし、四・三事件発生後に虐殺･弾圧が相次いだ為、恐怖から島を脱出する者が続出、再びまたは初めて日本へ密入国し、そのまま在日朝鮮人となった人々も多い。大阪には戦前から済州島と定期船が運航していた。日本へ逃れた島民は大阪市などに済州島民コミュニティを形成したが、彼らは済州島出身者以外の韓国・朝鮮人コミュニティからは距離を置いた。「済州島4･3事件犠牲者在日遺族会」の会長の康実によれば、済州島では事件前（1948年）に28万人いた島民は、1957年には3万人弱にまで激減したともいう。
1948年の済州島虐殺事件（済州島四・三事件）と1950年からの保導連盟事件に連動した大弾圧の結果、「弾圧から逃れるための日本への密入国も含めた島外脱出の多発」と「島民の5人に1人にあたる6万人殺害」との2つの理由で、済州島は人口が日本からの独立時点(約28万人)との比較で9分の1(3万人弱)となる「地獄」となったというのである。
木村光彦（青山学院大学）によると、済州島四・三事件及び麗水・順天事件を政府は鎮圧したが、その後共産主義者の反政府活動及び保守派の主導権争いのために政情不安定に陥り、経済的困難の深刻化もあり、結果「たくさんの朝鮮人が海をわたり、日本にひそかに入国」し、正確な数を把握することは出来ないが1946年～1949年にかけて、検挙・強制送還された密入国者数は5万人近く（森田芳夫「戦後における在日朝鮮人の人口現象」『朝鮮学報』第47号）に達し、未検挙者をその3倍～4倍と計算すると、密入国者総数は20万人～25万人規模となり、済州島からは済州島四・三事件直後に2万人が「日本に脱出した」とされる。
野口裕之（産経新聞政治部専門委員）は、韓国保守政権及び過去の暴露を恐れる加害者の思惑が絡み合い済州島四・三事件の真相は葬られているが、「不都合な狂気の殺戮史解明にまともに取り組めば」「事件で大量の密航難民が日本に押し寄せ、居座った正史も知るところとなろう」「膨大な数の在日韓国・朝鮮人の中で、済州島出身者が圧倒的な割合を占めるのは事件後、難民となり日本に逃れ、そのまま移住した非合法・合法の人々数千人（数万人説アリ）が原因である」と述べている。

## 現在の韓国政府及び韓国社会の対応
長年「反共」を国是に掲げてきた韓国では、責任の追及が公的になされていない。また、事件を語ることがタブー視されてきたため、事件の詳細は未解明である。
真相究明がともあれ本格的に進み始めたのは20世紀末以降とされる。2000年に金大中政権のもとで4.3真相究明特別法が制定され、事件に関する自由な発言が認められるとともに遺族・犠牲者への不利益扱いが禁止され、4.3委員会が設置された。21世紀になって、2003年2月25日に韓国大統領に就任した盧武鉉は、自国の歴史清算事業を進め、事件当時の李大統領ら国家責任を指摘する報告書が出されると、2003年10月に行われた事件に関する島民との懇談会で初めて謝罪し、済州四・三事件真相糾明及び犠牲者名誉回復委員会を設置した。さらに2006年同日の犠牲者慰霊祭に大統領として初めて出席し、島民に対して正式に謝罪するとともに事件の真相解明を宣言した。
事件から逃れて日本に渡った済州島出身の在日韓国人は、その恐ろしい体験から「また酷い目にあわされるのではないか」と祖国へ数十年も訪れることのない人々も多かったが、韓国政府が反省の態度を示し始めたことで、60年ぶりに祖国を訪れる決心をした人物も現れ始めた。
その後の保守派の李明博政権（2008年2月25日～2013年2月24日）、朴槿恵政権（2013年2月25日～2017年3月10日）の時代には、2008年に「四・三平和公園」が完成、2014年には4月3日が犠牲者追悼の国家記念日に指定されたものの、進展はさほど見られなかった。むしろ2010年以後は中国観光客の増加と中国人による済州島不動産買い占め懸念が問題化し、過去の事件は忘れられつつあった。
2017年5月10日に大統領に就任した文在寅は、就任後初めての4･3事件犠牲者追念日である2018年4月3日の追悼式に2006年の盧武鉉以来、大統領として12年ぶりに出席した。
文在寅大統領は追念辞で「私は今日、その（金大中政権と盧武鉉政権の取り組みの）土台の上に4.3の完全な解決を目指し揺らぎなく進むことを約束します。これ以上4.3の真相究明と名誉回復が中断したり、後退することは無いでしょう。それと共に4.3の真実はどんな勢力も否定することのできない明らかな歴史の事実として、位置付けられたことを宣言します。国家権力が加えた暴力の真実をきちんと明らかにし犠牲となった方たちの怒りを解き名誉を回復するようにします。このために遺骸の発掘事業も悔いが残らないよう最後まで続けて行きます。遺族たちと生存犠牲者たちの傷と痛みを治癒するための政府としての措置に最善を尽くす反面、賠償・補償と国家トラウマセンターの建設など立法が必要な事項は国会と積極的に協議いたします。」と事件の完全解決に意欲を示した。
文在寅はまた、「未だに4.3の真実を無視する人々がいます。未だに古い理念の屈折した目で4.3を眺める人々がいます。未だに韓国の古い理念が作り出した憎悪と敵対の言葉が溢れています。もう私たちは痛みの歴史を直視できなければなりません。不幸な歴史を直視することは国と国のあいだでだけ必要なことではありません。私たち自らも4.3を直視できなければなりません。古い理念の枠に考えを閉じ込めることから逃れなければなりません。」「恒久的な平和と人権に向かう4.3の熱望は決して眠ることはないでしょう。それは大統領である私に与えられた歴史的な責務でもあります。今日の追念式が4.3の英霊たちと犠牲者たちに慰安となり、わが国民たちにとっては新しい歴史の出発点になることを願います。」と強調した。
2019年1月、事件当時に内乱罪などで軍法会議にかけられ、全国の刑務所に分散収監された元受刑者18人が申請した再審裁判で、済州市済州地裁は、彼らが犯罪事実が何かを具体的に明示しないまま軍法会議にかけられたことで「公訴事実の不特定」と「軍法会議への付託手続きの未順守」を理由として、公訴棄却の判決を下し、検察もこれを不服とせず、確定した。また、分散収監された者の中には朝鮮戦争の混乱の中で行方不明となった者も多く、その家族らが死亡を前提に過去最大規模の再審請求訴訟を起こしており、これはさらに、別の行方不明者家族による再審請求訴訟につながる可能性があるという。
事件から71年目となる2019年3月4日、軍と警察が初めて公式に謝罪の意を表明した。
2021年、犠牲者救済のため『済州島四・三事件真相究明および犠牲者名誉回復に関する特別法』が成立する。
2022年、犠牲者1人あたり9000万ウォンの補償金の支払いを開始。事件発生から救済まで74年の時間がかかった。
近年に至ってもあらたな遺骨が見つかることがあり、遺伝子分析による身元の特定作業が済州4・3平和財団によって続けられている。特別法の改正により遺族の聞き取り調査が始まり、日本では、30年にわたって現地済州島での証言収集を行っていた伊地知教授が立命館大名誉教授の文京洙とともにこれに協力、大阪在住の被害者・遺族50人の証言を2年かけて収集、2024年10月に報告書を財団に提出した。対馬では今では毎年秋に慰霊祭が行われ、2007年には供養塔が建てられた。大阪では2018年に統国寺に慰霊碑が建てられ、事件時の済州島の村数にちなんで178の石が並べられている。
『少年が来る』で韓国民主化闘争の中での光州事件を扱ったことで知られる韓江は、四・三事件も小説『別れを告げない』で扱っており、彼女の2024年のノーベル文学賞受賞にともない、この事件もあらためて注目を集めている。

## 題材にした作品
- 金石範『火山島』 全7巻1983年（前半3巻）／1996-97年（後半4巻）、文藝春秋、1983-1997。ISBN 4163631704、ISBN 4163631801、ISBN 4163631909、ISBN 4163635904、ISBN 4163636005、ISBN 4163636102、ISBN 416363620X。第11回大佛次郎賞（前半部で）、1998年に（後半部で）毎日芸術賞を受賞
  - 『金石範《火山島》 小説世界を語る！』右文書院、2010年。ISBN 4842107375

聞き手安達史人・児玉幹夫、写真内田亜里。作品副読本
- 玄基榮、金石範訳『順伊おばさん』全4編、(日本語初訳は『海』中央公論社、1984年4月号)、新幹社、2001-2012（原著1978年）。ISBN 978-4884000158。
- 金石範『鴉の死』(1957年初稿)。新編・クオン 2022。ISBN 4910214429
- 金吉浩『生野アリラン』「<在日>文学全集 第15巻」勉誠出版 2006、ISBN 4585011250
- 玄吉彦『戦争ごっこ』（自伝小説）玄善允・森本由紀子訳、岩波書店 2015
- 玄吉彦『島の反乱、一九四八年四月三日 済州四・三事件の真実』玄善允訳、同時代社 2016
- 萩原遼『北朝鮮に消えた友と私の物語』文藝春秋、1998年／文春文庫、2001年

幼少期に四・三事件で済州島を逃れ、日本・大阪に密航した友人の、1960年北朝鮮帰国後の足跡を探すノンフィクション作品
- 梁石日『大いなる時を求めて』幻冬舎、2012年。ISBN 978-4344021402。幻冬舎文庫、2014年
- 韓江『別れを告げない』2021年。[36]‐本事件を生き延びた母親の情熱を辿る。メディシス賞(外国小説部門、2023年) 、エミール・ギメ アジア文学賞（2024年）受賞
- 『チスル（英語版）』映画（2012年）監督：オ・ミヨル
- 『水の声を聞く』映画（2014年）監督：山本政志
- 『龍王宮の記憶』映画（2015年 - 2018年、韓国DMZ国際ドキュメンタリー映画祭2016で上映）監督：金稔万
- 『スープとイデオロギー』映画（2021年）監督：ヤン・ヨンヒ
- 高橋悠治作曲「あなたへ 島」（李静和作詞）

事件を題材にした男声合唱曲。法政大学アリオンコールにより2005年に初演。作曲者HPにて楽譜閲覧可能